# Torneo 2008 (fútbol femenino de Chile)
El Campeonato de Primera División de Fútbol Femenino Copa “Entel PCS” es el primer torneo de la Primera División de fútbol femenino de Chile. Comienza el día 10 de mayo. La organización de este torneo responde al fomento que la administración de la ANFP pretende dar al desarrollo del fútbol femenino en Chile, en conjunto con iniciativas de organización de torneos sudamericanos y mundiales de la especialidad.

## Modalidad
El torneo se jugará a partir del 10 de mayo, y en modalidad de partidos “todos contra todos”. El torneo contará con 26 fechas en total, divididas en dos ruedas de 13 partidos cada una.
En cada fecha se disputarán 7 partidos. El equipo que acumule un mayor puntaje al término de las 26 fechas se coronará campeón del Campeonato Primera División de Fútbol Femenino.

## Equipos participantes
Los participantes durante la Temporada 2008 se muestran en el siguiente cuadro:
| Nombre               | Ciudad                      | Fundación               | Estadio                          |
| -------------------- | --------------------------- | ----------------------- | -------------------------------- |
| Audax Italiano       | Santiago (La Florida)       | 30 de noviembre de 1910 | Municipal de La Florida          |
| Colo-Colo            | Santiago (Macul)            | 19 de abril de 1925     | Monumental                       |
| Everton              | Viña del Mar                | 24 de junio de 1909     | Sausalito                        |
| Ferroviarios         | Santiago (Estación Central) | 14 de julio de 1916     | Hugo Arqueros Rodríguez          |
| Deportes Melipilla   | Melipilla                   | 24 de enero de 1992     | Roberto Bravo Santibáñez         |
| O'Higgins            | Rancagua                    | 7 de abril de 1955      | El Teniente                      |
| Provincial Osorno    | Osorno                      | 5 de junio de 1983      | Rubén Marcos Peralta             |
| San Luis             | Quillota                    | 8 de diciembre de 1919  | Municipal Lucio Fariña Fernández |
| Santiago Morning     | Santiago (La Pintana)       | 16 de octubre de 1903   | Municipal de La Pintana          |
| Santiago Wanderers   | Valparaíso                  | 15 de agosto de 1892    | Regional Chiledeportes           |
| Unión La Calera      | La Calera                   | 26 de enero de 1954     | Municipal Nicolás Chahuán        |
| Unión San Felipe     | San Felipe                  | 16 de octubre de 1956   | Municipal de San Felipe          |
| Unión Española       | Santiago (Independencia)    | 18 de mayo de 1897      | Santa Laura                      |
| Universidad de Chile | Santiago (Ñuñoa)            | 24 de mayo de 1927      | Nacional Julio Martínez          |

## Desarrollo

### Partidos

#### Primera ronda
| Fecha 1 (10 y 11 de mayo) | Fecha 1 (10 y 11 de mayo) | Fecha 1 (10 y 11 de mayo) |
| Equipo Local              | Resultado                 | Equipo Visitante          |
| ------------------------- | ------------------------- | ------------------------- |
| Colo-Colo                 | 2 - 5                     | Unión La Calera           |
| Unión San Felipe          | 4 - 0                     | Unión Española            |
| Santiago Wanderers        | 1 - 0                     | O'Higgins                 |
| Ferroviarios              | 4 - 0                     | Everton                   |
| San Luis                  | 10 - 0                    | Deportes Melipilla        |
| Universidad de Chile      | 2 - 0                     | Santiago Morning          |
| Audax Italiano            | 3 - 3                     | Provincial Osorno         |

| Fecha 2 (18 de mayo) | Fecha 2 (18 de mayo) | Fecha 2 (18 de mayo) |
| Equipo Local         | Resultado            | Equipo Visitante     |
| -------------------- | -------------------- | -------------------- |
| Unión La Calera      | 6 - 2                | Provincial Osorno    |
| Everton              | 7 - 1                | Audax Italiano       |
| Deportes Melipilla   | 0 - 18               | Ferroviarios         |
| O'Higgins            | 3 - 5                | San Luis             |
| Unión Española       | 2 - 0                | Santiago Wanderers   |
| Santiago Morning     | 3 - 0                | Unión San Felipe     |
| Colo-Colo            | 1 - 1                | Universidad de Chile |

| Fecha 3 (21 de mayo) | Fecha 3 (21 de mayo) | Fecha 3 (21 de mayo) |
| Equipo Local         | Resultado            | Equipo Visitante     |
| -------------------- | -------------------- | -------------------- |
| Universidad de Chile | 4 - 1                | Unión La Calera      |
| Unión San Felipe     | 0 - 3                | Colo-Colo            |
| Santiago Wanderers   | 0 - 13               | Santiago Morning     |
| San Luis             | 2 - 3                | Unión Española       |
| Ferroviarios         | 5 - 1                | O'Higgins            |
| Audax Italiano       | 3 - 0                | Deportes Melipilla   |
| Provincial Osorno    | 1 - 4                | Everton              |

| Fecha 4 (24 y 25 de mayo) | Fecha 4 (24 y 25 de mayo) | Fecha 4 (24 y 25 de mayo) |
| Equipo Local              | Resultado                 | Equipo Visitante          |
| ------------------------- | ------------------------- | ------------------------- |
| Unión La Calera           | 0 - 1                     | Everton                   |
| Deportes Melipilla        | 1 - 7                     | Provincial Osorno         |
| O'Higgins                 | 1 - 2                     | Audax Italiano            |
| Unión Española            | 1 - 12                    | Ferroviarios              |
| Santiago Morning          | 11 - 0                    | San Luis                  |
| Colo-Colo                 | 11 - 0                    | Santiago Wanderers        |
| Universidad de Chile      | 3 - 1                     | Unión San Felipe          |

| Fecha 5 (31 de mayo y 1 de junio) | Fecha 5 (31 de mayo y 1 de junio) | Fecha 5 (31 de mayo y 1 de junio) |
| Equipo Local                      | Resultado                         | Equipo Visitante                  |
| --------------------------------- | --------------------------------- | --------------------------------- |
| Unión San Felipe                  | 0 - 12                            | Unión La Calera                   |
| Santiago Wanderers                | 1 - 7                             | Universidad de Chile              |
| San Luis                          | 1 - 2                             | Colo-Colo                         |
| Ferroviarios                      | 0 - 4                             | Santiago Morning                  |
| Audax Italiano                    | 2 - 7                             | Unión Española                    |
| Provincial Osorno                 | 5 - 0                             | O'Higgins                         |
| Everton                           | 14 - 0                            | Deportes Melipilla                |

| Fecha 6 (7 y 8 de junio) | Fecha 6 (7 y 8 de junio) | Fecha 6 (7 y 8 de junio) |
| Equipo Local             | Resultado                | Equipo Visitante         |
| ------------------------ | ------------------------ | ------------------------ |
| Unión La Calera          | 15 - 0                   | Deportes Melipilla       |
| O'Higgins                | 1 - 8                    | Everton                  |
| Unión Española           | 11 - 0                   | Provincial Osorno        |
| Santiago Morning         | 13 - 0                   | Audax Italiano           |
| Colo-Colo                | 2 - 1                    | Ferroviarios             |
| Universidad de Chile     | 6 - 0                    | San Luis                 |
| Unión San Felipe         | 4 - 1                    | Santiago Wanderers       |

| Fecha 7 (14 y 15 de junio ) | Fecha 7 (14 y 15 de junio ) | Fecha 7 (14 y 15 de junio ) |
| Equipo Local                | Resultado                   | Equipo Visitante            |
| --------------------------- | --------------------------- | --------------------------- |
| Santiago Wanderers          | 2 - 1                       | Unión La Calera             |
| San Luis                    | 5 - 2                       | Unión San Felipe            |
| Ferroviarios                | 2 - 1                       | Universidad de Chile        |
| Audax Italiano              | 0 - 2                       | Colo-Colo                   |
| Provincial Osorno           | 1 - 2                       | Santiago Morning            |
| Everton                     | 6 - 1                       | Unión Española              |
| Deportes Melipilla          | 1 - 6                       | O'Higgins                   |

| Fecha 8 (22 de junio) | Fecha 8 (22 de junio) | Fecha 8 (22 de junio) |
| Equipo Local          | Resultado             | Equipo Visitante      |
| --------------------- | --------------------- | --------------------- |
| Unión La Calera       | 0 - 3                 | O'Higgins             |
| Unión Española        | 5 - 0                 | Deportes Melipilla    |
| Santiago Morning      | 0 - 1                 | Everton               |
| Colo-Colo             | 3 - 0                 | Provincial Osorno     |
| Universidad de Chile  | 5 - 1                 | Audax Italiano        |
| Unión San Felipe      | 4 - 5                 | Ferroviarios          |
| Santiago Wanderers    | 1 - 3                 | San Luis              |

| Fecha 9 (28 y 29 de junio) | Fecha 9 (28 y 29 de junio) | Fecha 9 (28 y 29 de junio) |
| Equipo Local               | Resultado                  | Equipo Visitante           |
| -------------------------- | -------------------------- | -------------------------- |
| San Luis                   | 1 - 1                      | Unión La Calera            |
| Ferroviarios               | 6 - 0                      | Santiago Wanderers         |
| Audax Italiano             | 0 - 1                      | Unión San Felipe           |
| Provincial Osorno          | 0 - 0                      | Universidad de Chile       |
| Everton                    | 0 - 1                      | Colo-Colo                  |
| Deportes Melipilla         | 1 - 11                     | Santiago Morning           |
| O'Higgins                  | 5 - 1                      | Unión Española             |

| Fecha 10 (5 y 6 de julio) | Fecha 10 (5 y 6 de julio) | Fecha 10 (5 y 6 de julio) |
| Equipo Local              | Resultado                 | Equipo Visitante          |
| ------------------------- | ------------------------- | ------------------------- |
| Unión La Calera           | 11 - 0                    | Unión Española            |
| Santiago Morning          | 3 - 0                     | O'Higgins                 |
| Colo-Colo                 | 15 - 0                    | Deportes Melipilla        |
| Universidad de Chile      | 1 - 0                     | Everton                   |
| Unión San Felipe          | 1 - 0                     | Provincial Osorno         |
| Santiago Wanderers        | 0 - 5                     | Audax Italiano            |
| San Luis                  | 1 - 4                     | Ferroviarios              |

| Fecha 11 (12 y 13 de julio) | Fecha 11 (12 y 13 de julio) | Fecha 11 (12 y 13 de julio) |
| Equipo Local                | Resultado                   | Equipo Visitante            |
| --------------------------- | --------------------------- | --------------------------- |
| Provincial Osorno           | 6 - 0                       | Santiago Wanderers          |
| Audax Italiano              | 3 - 1                       | San Luis                    |
| O'Higgins                   | 2 - 1                       | Colo-Colo                   |
| Ferroviarios                | 3 - 5                       | Unión La Calera             |
| Everton                     | 7 - 1                       | Unión San Felipe            |
| Unión Española              | 0 - 4                       | Santiago Morning            |
| Deportes Melipilla          | 0 - 23                      | Universidad de Chile        |

| Fecha 12 (16 de julio) | Fecha 12 (16 de julio) | Fecha 12 (16 de julio) |
| Equipo Local           | Resultado              | Equipo Visitante       |
| ---------------------- | ---------------------- | ---------------------- |
| Universidad de Chile   | 4 - 0                  | O'Higgins              |
| San Luis               | 2 - 3                  | Provincial Osorno      |
| Santiago Wanderers     | 1 - 8                  | Everton                |
| Colo-Colo              | 11 - 0                 | Unión Española         |
| Unión La Calera        | 7 - 3                  | Santiago Morning       |
| Unión San Felipe       | 2 - 0                  | Deportes Melipilla     |
| Ferroviarios           | 2 - 0                  | Audax Italiano         |

| Fecha 13 (19 y 20 de julio) | Fecha 13 (19 y 20 de julio) | Fecha 13 (19 y 20 de julio) |
| Equipo Local                | Resultado                   | Equipo Visitante            |
| --------------------------- | --------------------------- | --------------------------- |
| O'Higgins                   | 3 - 1                       | Unión San Felipe            |
| Deportes Melipilla          | 1 - 3                       | Santiago Wanderers          |
| Unión Española              | 0 - 12                      | Universidad de Chile        |
| Audax Italiano              | 1 - 7                       | Unión La Calera             |
| Everton                     | 5 - 0                       | San Luis                    |
| Santiago Morning            | 0 - 0                       | Colo-Colo                   |
| Provincial Osorno           | 0 - 2                       | Ferroviarios                |

#### Segunda ronda
| Fecha 1 (26 y 27 de julio) | Fecha 1 (26 y 27 de julio) | Fecha 1 (26 y 27 de julio) |
| Equipo Local               | Resultado                  | Equipo Visitante           |
| -------------------------- | -------------------------- | -------------------------- |
| O'Higgins                  | 4 - 0                      | Santiago Wanderers         |
| Provincial Osorno          | 1 - 1                      | Audax Italiano             |
| Santiago Morning           | 1 - 1                      | Universidad de Chile       |
| Everton                    | 1 - 0                      | Ferroviarios               |
| Deportes Melipilla         | 1 - 4                      | San Luis                   |
| Unión La Calera            | 2 - 0                      | Colo-Colo                  |
| Unión Española             | 2 - 0                      | Unión San Felipe           |

| Fecha 2 (2 y 3 de agosto) | Fecha 2 (2 y 3 de agosto) | Fecha 2 (2 y 3 de agosto) |
| Equipo Local              | Resultado                 | Equipo Visitante          |
| ------------------------- | ------------------------- | ------------------------- |
| Provincial Osorno         | 1 - 7                     | Unión La Calera           |
| Audax Italiano            | 1 - 4                     | Everton                   |
| Ferroviarios              | 14 - 1                    | Deportes Melipilla        |
| San Luis                  | 3 - 6                     | O'Higgins                 |
| Santiago Wanderers        | 2 - 3                     | Unión Española            |
| Unión San Felipe          | 1 - 4                     | Santiago Morning          |
| Universidad de Chile      | 6 - 0                     | Colo-Colo                 |

| Fecha 3 (9 y 10 de agosto) | Fecha 3 (9 y 10 de agosto) | Fecha 3 (9 y 10 de agosto) |
| Equipo Local               | Resultado                  | Equipo Visitante           |
| -------------------------- | -------------------------- | -------------------------- |
| Unión La Calera            | 4 - 0                      | Universidad de Chile       |
| Colo-Colo                  | 12 - 0                     | Unión San Felipe           |
| Santiago Morning           | 6 - 0                      | Santiago Wanderers         |
| Unión Española             | 1 - 5                      | San Luis                   |
| O'Higgins                  | 2 - 6                      | Ferroviarios               |
| Deportes Melipilla         | 1 - 2                      | Audax Italiano             |
| Everton                    | 4 - 1                      | Provincial Osorno          |

| Fecha 4 (15 y 16 de agosto) | Fecha 4 (15 y 16 de agosto) | Fecha 4 (15 y 16 de agosto) |
| Equipo Local                | Resultado                   | Equipo Visitante            |
| --------------------------- | --------------------------- | --------------------------- |
| Everton                     | 2 - 2                       | Unión La Calera             |
| Provincial Osorno           | 4 - 0                       | Deportes Melipilla          |
| Audax Italiano              | 1 - 1                       | O'Higgins                   |
| Ferroviarios                | 4 - 0                       | Unión Española              |
| San Luis                    | 1 - 1                       | Santiago Morning            |
| Santiago Wanderers          | 0 - 8                       | Colo-Colo                   |
| Unión San Felipe            | 1 - 7                       | Universidad de Chile        |

| Fecha 5 (17 de agosto) | Fecha 5 (17 de agosto) | Fecha 5 (17 de agosto) |
| Equipo Local           | Resultado              | Equipo Visitante       |
| ---------------------- | ---------------------- | ---------------------- |
| Unión La Calera        | 9 - 1                  | Unión San Felipe       |
| Universidad de Chile   | 12 - 1                 | Santiago Wanderers     |
| Colo-Colo              | 3 - 1                  | San Luis               |
| Santiago Morning       | 3 - 1                  | Ferroviarios           |
| Unión Española         | 0 - 5                  | Audax Italiano         |
| O'Higgins              | 1 - 0                  | Provincial Osorno      |
| Deportes Melipilla     | 2 - 4                  | Everton                |

| Fecha 6 (23 y 24 de agosto) | Fecha 6 (23 y 24 de agosto) | Fecha 6 (23 y 24 de agosto) |
| Equipo Local                | Resultado                   | Equipo Visitante            |
| --------------------------- | --------------------------- | --------------------------- |
| Deportes Melipilla          | 1 - 10                      | Unión La Calera             |
| Everton                     | 2 - 0                       | O'Higgins                   |
| Provincial Osorno           | 4 - 1                       | Unión Española              |
| Audax Italiano              | 1 - 2                       | Santiago Morning            |
| Ferroviarios                | 4 - 0                       | Colo-Colo                   |
| San Luis                    | 0 - 6                       | Universidad de Chile        |
| Santiago Wanderers          | 0 - 1                       | Unión San Felipe            |

| Fecha 7 (30 y 31 de agosto) | Fecha 7 (30 y 31 de agosto) | Fecha 7 (30 y 31 de agosto) |
| Equipo Local                | Resultado                   | Equipo Visitante            |
| --------------------------- | --------------------------- | --------------------------- |
| Unión La Calera             | 7 - 0                       | Santiago Wanderers          |
| Unión San Felipe            | 4 - 3                       | San Luis                    |
| Universidad de Chile        | 5 - 2                       | Ferroviarios                |
| Colo-Colo                   | 4 - 0                       | Audax Italiano              |
| Santiago Morning            | 6 - 1                       | Provincial Osorno           |
| Unión Española              | 0 - 4                       | Everton                     |
| O'Higgins                   | 5 - 1                       | Deportes Melipilla          |

| Fecha 8 (6 y 7 de septiembre) | Fecha 8 (6 y 7 de septiembre) | Fecha 8 (6 y 7 de septiembre) |
| Equipo Local                  | Resultado                     | Equipo Visitante              |
| ----------------------------- | ----------------------------- | ----------------------------- |
| O'Higgins                     | 0 - 2                         | Unión La Calera               |
| Deportes Melipilla            | 3 - 0                         | Unión Española                |
| Everton                       | 4 - 0                         | Santiago Morning              |
| Provincial Osorno             | 2 - 5                         | Colo-Colo                     |
| Audax Italiano                | 0 - 2                         | Universidad de Chile          |
| Ferroviarios                  | 5 - 1                         | Unión San Felipe              |
| San Luis                      | 1 - 0                         | Santiago Wanderers            |

| Fecha 9 (13 y 14 de septiembre) | Fecha 9 (13 y 14 de septiembre) | Fecha 9 (13 y 14 de septiembre) |
| Equipo Local                    | Resultado                       | Equipo Visitante                |
| ------------------------------- | ------------------------------- | ------------------------------- |
| Unión La Calera                 | 3 - 1                           | San Luis                        |
| Santiago Wanderers              | 1 - 4                           | Ferroviarios                    |
| Unión San Felipe                | 0 - 3                           | Audax Italiano                  |
| Universidad de Chile            | 3 - 0                           | Provincial Osorno               |
| Colo-Colo                       | 0 - 2                           | Everton                         |
| Santiago Morning                | 9 - 1                           | Deportes Melipilla              |
| Unión Española                  | 1 - 2                           | O'Higgins                       |

| Fecha 10 (24 de septiembre) | Fecha 10 (24 de septiembre) | Fecha 10 (24 de septiembre) |
| Equipo Local                | Resultado                   | Equipo Visitante            |
| --------------------------- | --------------------------- | --------------------------- |
| Unión Española              | 1-9                         | Unión La Calera             |
| O'Higgins                   | 1-4                         | Santiago Morning            |
| Deportes Melipilla          | 0-7                         | Colo-Colo                   |
| Everton                     | 1-1                         | Universidad de Chile        |
| Provincial Osorno           | 1-2                         | Unión San Felipe            |
| Audax Italiano              | 2-0                         | Santiago Wanderers          |
| Ferroviarios                | 6-1                         | San Luis                    |

| Fecha 11 (28 de septiembre) | Fecha 11 (28 de septiembre) | Fecha 11 (28 de septiembre) |
| Equipo Local                | Resultado                   | Equipo Visitante            |
| --------------------------- | --------------------------- | --------------------------- |
| Santiago Wanderers          | 0 - 1                       | Provincial Osorno           |
| San Luis                    | 2 - 1                       | Audax Italiano              |
| Colo-Colo                   | 5 - 1                       | O'Higgins                   |
| Unión La Calera             | 2 - 8                       | Ferroviarios                |
| Unión San Felipe            | 0 - 7                       | Everton                     |
| Santiago Morning            | 9 - 0                       | Unión Española              |
| Universidad de Chile        | 17 - 1                      | Deportes Melipilla          |

| Fecha 12 (4 y 5 de octubre) | Fecha 12 (4 y 5 de octubre) | Fecha 12 (4 y 5 de octubre) |
| Equipo Local                | Resultado                   | Equipo Visitante            |
| --------------------------- | --------------------------- | --------------------------- |
| O'Higgins                   | 3 - 6                       | Universidad de Chile        |
| Provincial Osorno           | 0 - 6                       | San Luis                    |
| Everton                     | 5 - 1                       | Santiago Wanderers          |
| Unión Española              | 0 - 15                      | Colo-Colo                   |
| Santiago Morning            | 4 - 2                       | Unión La Calera             |
| Deportes Melipilla          | 2 - 2                       | Unión San Felipe            |
| Audax Italiano              | 1 - 3                       | Ferroviarios                |

| Fecha 13 (11 y 12 de octubre) | Fecha 13 (11 y 12 de octubre) | Fecha 13 (11 y 12 de octubre) |
| Equipo Local                  | Resultado                     | Equipo Visitante              |
| ----------------------------- | ----------------------------- | ----------------------------- |
| Unión La Calera               | 2 - 0                         | Audax Italiano                |
| Ferroviarios                  | 4 - 3                         | Provincial Osorno             |
| San Luis                      | 0-4                           | Everton                       |
| Santiago Wanderers            | 2 - 2                         | Deportes Melipilla            |
| Unión San Felipe              | 2 - 2                         | O'Higgins                     |
| Universidad de Chile          | 8 - 0                         | Unión Española                |
| Colo-Colo                     | 2 - 0                         | Santiago Morning              |

|  | Transmite Liv TV |

|  | Compacto Liv TV |

### Tabla de posiciones
Fecha de actualización: 18 de octubre de 2008 
| Pos | Equipo               | Pts | PJ | G  | E | P  | GF  | GC  | DIF  |
| --- | -------------------- | --- | -- | -- | - | -- | --- | --- | ---- |
| 1   | Everton              | 65  | 26 | 21 | 2 | 3  | 105 | 20  | 81   |
| 2   | Universidad de Chile | 64  | 26 | 20 | 4 | 2  | 143 | 21  | 122  |
| 3   | Ferroviarios         | 60  | 26 | 20 | 0 | 6  | 125 | 41  | 84   |
| 4   | Santiago Morning     | 57  | 26 | 18 | 3 | 5  | 115 | 28  | 87   |
| 5   | Unión La Calera      | 56  | 26 | 18 | 2 | 6  | 132 | 41  | 91   |
| 6   | Colo-Colo            | 56  | 26 | 18 | 2 | 6  | 116 | 28  | 88   |
| 7   | O´Higgins            | 32  | 26 | 10 | 2 | 14 | 53  | 71  | -18  |
| 8   | San Luis             | 32  | 26 | 10 | 2 | 14 | 60  | 79  | -19  |
| 9   | Provincial Osorno    | 27  | 26 | 8  | 3 | 15 | 58  | 63  | -5   |
| 10  | Audax Italiano       | 27  | 26 | 8  | 3 | 15 | 39  | 71  | -32  |
| 11  | Unión San Felipe     | 26  | 26 | 8  | 2 | 16 | 36  | 99  | -63  |
| 12  | Unión Española       | 15  | 26 | 5  | 0 | 21 | 27  | 150 | -123 |
| 13  | Santiago Wanderers   | 10  | 26 | 3  | 1 | 22 | 17  | 123 | -106 |
| 14  | Deportes Melipilla   | 5   | 26 | 1  | 2 | 23 | 20  | 211 | -191 |

PJ = Partidos Jugados; G = Partidos Ganados; E = Partidos empatados; P = Partidos perdidos; GF = Goles a favor; GC = Goles en contra; DIF = Diferencia de goles; Pts = Puntos
|  | Campeón Primera División de fútbol femenino de Chile |

## Campeón
|                                   |
| Everton de Viña del Mar 1º título |

## Goleadoras
Goleadoras del torneo.
| Jugadora             | Jugadora               | Goles | Equipo               |
| -------------------- | ---------------------- | ----- | -------------------- |
| Bandera de Chile     | María José Rojas       | 62    | Universidad de Chile |
| Bandera de Chile     | Nathalie Quezada       | 40    | Unión La Calera      |
| Bandera de Chile     | Valeska Arias          | 37    | Everton              |
| Bandera de Chile     | Karen Araya            | 34    | Unión La Calera      |
| Bandera de Chile     | Carina Morales         | 31    | Everton              |
| Bandera de Chile     | María Angélica Fuentes | 23    | Colo-Colo            |
| Bandera de Argentina | Vanesa Beratz          | 23    | Santiago Morning     |
| Bandera de Chile     | Jennifer Díaz          | 22    | Ferroviarios         |

## Super 4
Torneo Super 4, es un torneo de postemporada del que tomarán parte el campeón y subcampeón de la Primera División Femenina, más los mejores equipos de los campeonatos zonales del norte y del sur, se jugará los días 23 y 25 de enero.

### Equipos Clasificados
- Everton, campeón  Primera División Femenina.
- Universidad de Chile, subcampeón Primera División Femenina.
- Araucanía Temuco, campeón campeonatos zonal sur.
- Municipal Iquique, campeón campeonatos zonal norte.

|  | Semifinales          | Semifinales      |   |             | Final                | Final |  |
|  |                      |                  |   |             |                      |       |  |
|  |                      |                  |   |             |                      |       |  |
|  | 23 de enero          |                  |   |             |                      |       |  |
|  | Everton              | 1                |   |             |                      |       |  |
|  | Universidad de Chile | 2                |   |             |                      |       |  |
|  |                      |                  |   |             |                      |       |  |
|  |                      |                  |   |             | 25 de enero          |       |  |
|  |                      |                  |   |             | Universidad de Chile | 10    |  |
|  |                      | Araucanía Temuco | 0 |             |                      |       |  |
|  |                      |                  |   |             |                      |       |  |
|  |                      |                  |   |             |                      |       |  |
|  |                      |                  |   |             | Tercer lugar         |       |  |
|  | 23 de enero          | 23 de enero      |   | 25 de enero | 25 de enero          |       |  |
|  | Araucanía Temuco     | 4                |   | Everton     | 6                    |       |  |
|  | Municipal Iquique    | 3                |   |             | Municipal Iquique    | 1     |  |